# Montejo de la Vega de la Serrezuela
Montejo de la Vega de la Serrezuela ist ein Ort und eine nordspanische Gemeinde (municipio) mit 124 Einwohnern (Stand: 2024) in der Provinz Segovia in der Autonomen Gemeinschaft Kastilien-León.

## Lage und Klima
Die Gemeinde Montejo de la Vega de la Serrezuela liegt etwa 80 km (Fahrtstrecke) nordöstlich von Segovia in einer mittleren Höhe von ca. 870 m. Das Klima ist im Winter rau, im Sommer dagegen gemäßigt bis warm; Regen (ca. 530 mm/Jahr) fällt übers Jahr verteilt.

## Bevölkerungsentwicklung
| Jahr      | 1970 | 1981 | 1991 | 2001 | 2011 | 2021 |
| Einwohner | 341  | 268  | 213  | 185  | 160  | 141  |

## Sehenswürdigkeiten

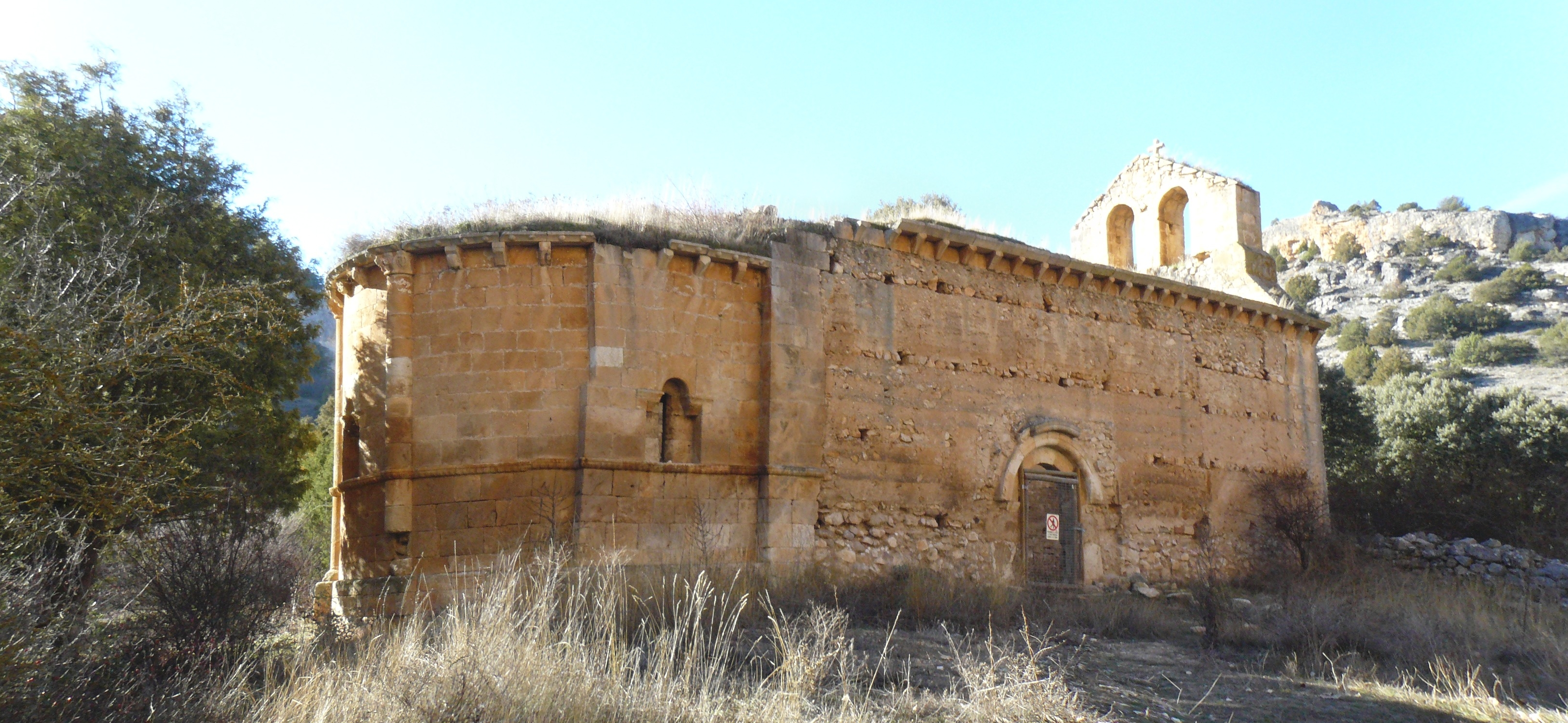
Ruine der Martinskirche
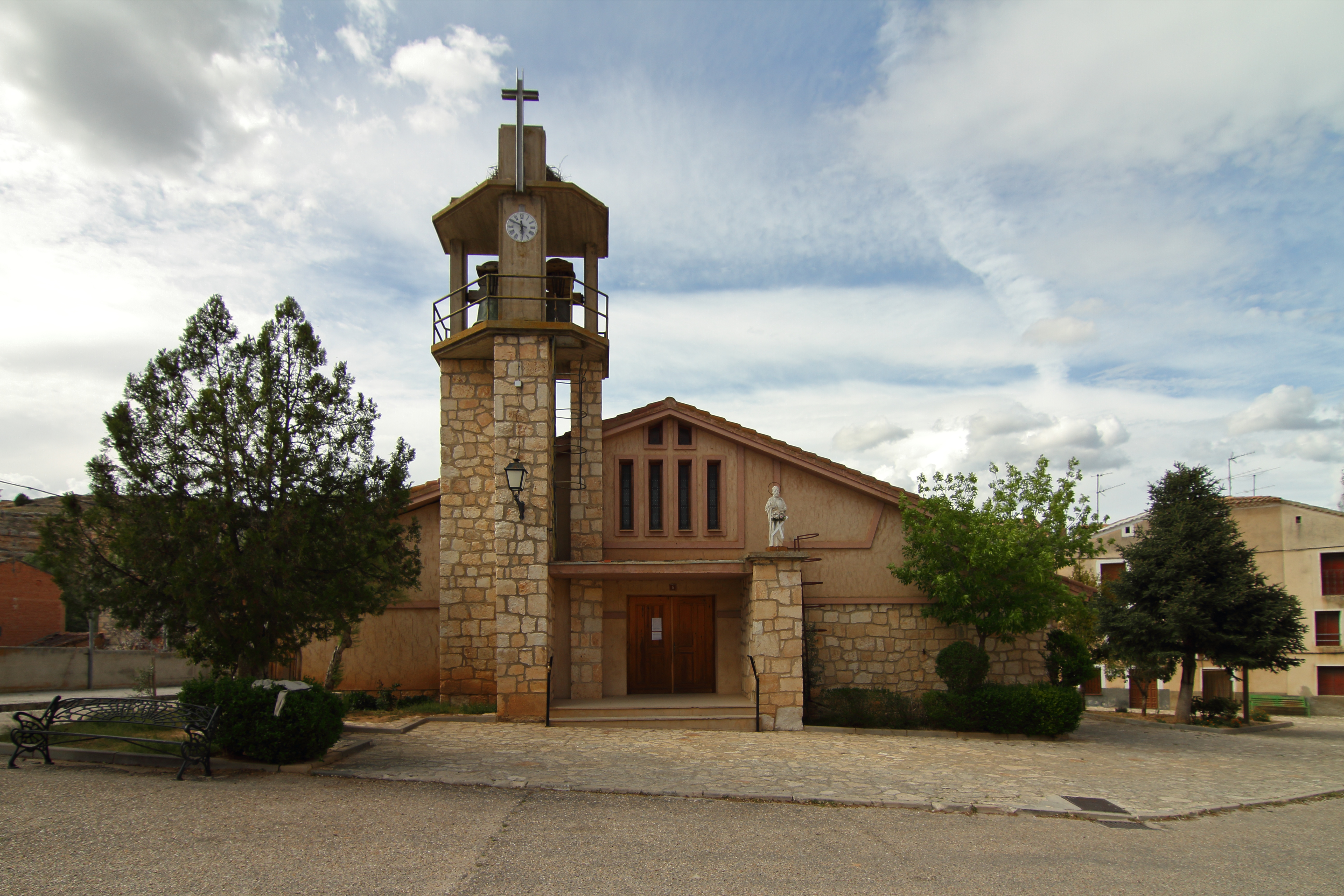
Andreaskirche
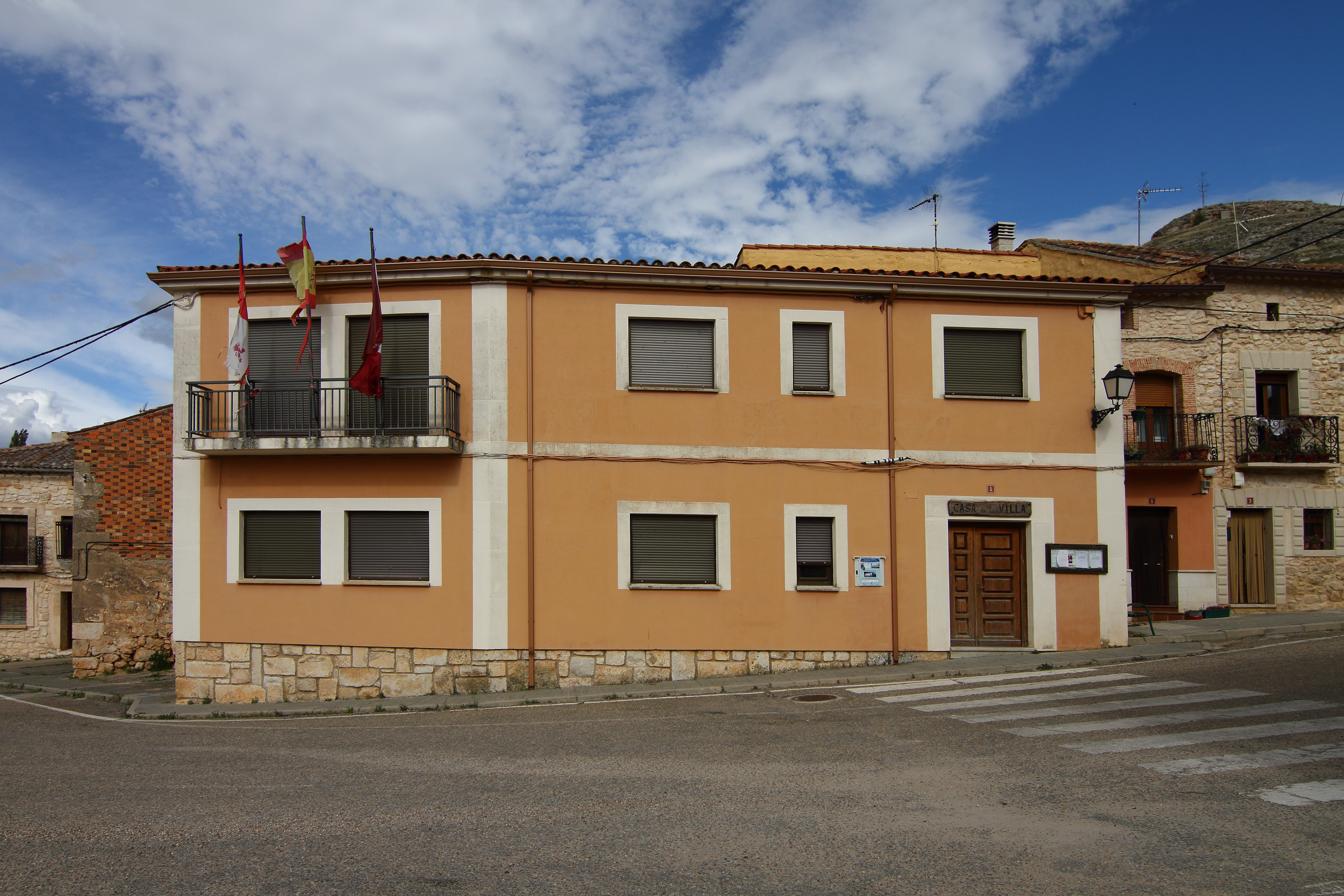
Marienkapelle

- Ruine der Martinskirche
- Andreaskirche
- Rathaus